# Achlumer Molen
De Achlumer Molen staat bij Achlum in de Nederlandse provincie Friesland.
De molen werd door de vorige eigenaar Haye Thomas geschonken aan de Stichting De Fryske Mole. Van deze in 1853 gebouwde poldermolen was toen alleen de romp nog aanwezig. In 2007 is de molen compleet gerestaureerd. De al in 1954 verwijderde koningsspil, het staartwerk, het gevlucht en de kap werden opnieuw aangebracht. Sinds 1950 draaide de schroef op een elektromotor. Met het Wetterskip Fryslân is afgesproken dat de molen nu weer bij extreme wateroverlast (zogenaamde clusterbui) met windenergie ingezet zal worden voor bemaling van de Achlumer Noordpolder. Het gevlucht van de Achlumer Molen is voorzien van zelfzwichting op de buitenroede.
Bij de molen staat de voormalige molenaarswoning. Deze doet nu dienst als recreatiewoning.